# Félix Cubero
Félix Jesús Cubero León (Arnedo, La Rioja, 18 de junio de 1961) es un actor, guionista y director español.

## Biografía
Licenciado en arte dramático por la RESAD (Real Escuela Superior de Arte Dramático de Madrid), tiene una extensa trayectoria profesional en todos los ámbitos interpretativos: teatro, cine, televisión, etc. Ha trabajado como actor de reparto en el cine a las órdenes de los directores ganadores del Óscar Fernando Trueba, Juan José Campanella y Alejandro González Iñárritu. Y también ha trabajado bajo la dirección de ganadores del Premio Goya como Gonzalo Suárez, Icíar Bollaín, David Trueba, Daniel Monzón, Imanol Uribe, Luis García Berlanga o Fernando Trueba.
Ha trabajado en más de 35 obras teatrales con prestigiosos directores españoles, un ruso y un argentino.
Ha intervenido como actor episódico en más de 60 series de televisión para todas las cadenas españolas, y una vez también para la británica Sky TV.
Ha escrito teatro, cortometrajes y algún sketch profesional de televisión (y numerosas animaciones publicitarias.)
Entrevistó a 50 directores de cine español para el programa de televisión Selección de cine de Canal 9 (2001).
En el año 2011 ganó el premio a la mejor interpretación en el South African Horrorfest por Menos 1, compartido con el resto del reparto.
En 2018 ha sido galardonado con el premio Ciudad de Arnedo. por el Octubrecorto Festival.
En 2019 ha sido galardonado con el premio Topete de Oro. Tetuán de cine. En reconocimiento a toda su carrera cinematográfica, teatral y televisiva.
Durante los años 80 del pasado siglo fue profesor de teatro del Colegio Monserrat de Madrid y del San Juan Bautista de Pozuelo, Madrid. Recibió cursos de Pedagogía Teatral de Elvio Sciarreta y de Comedia del Arte del italiano Fabio Mangolini.
Actualmente es maestro de Artes Escénicas en el Centro Ocupacional Juan de Austria de la Comunidad de Madrid. Con el Centro Ocupacional Juan de Austria y la compañía que dirige: "El Laberinto" ha ganado el 2º premio a la mejor película de la Comunidad de Madrid en el festival internacional de cine FECIDISCOVI 2022. Dicho festival está organizado por la fundación ANADE.
Su padre era un profesor mercantil madrileño que trabajó en sus inicios para los servicios administrativos de las famosas producciones cinematográficas estadounidenses de finales de los 50 y principios de los 60. Aunque siempre ha vivido en Madrid nació en la que era la ciudad natal de su madre. Es el segundo de dos hermanos. Estudia en los Salesianos de Estrecho de Madrid donde tiene sus primeras experiencias teatrales. Posteriormente abandona los estudios en tercero de derecho de la Universidad Complutense de Madrid y se licencia en la Real Escuela Superior de Arte Dramático de Madrid en 1984. En 1985 durante el servicio militar colabora en la creación del departamento audiovisual del Ejército de Tierra con distintos guiones y documentales, no todos de carácter militar, también sociológicos y científicos. Con algunos compañeros soldados de esta singular aventura ha coincidido en su posterior actividad artística teatral, cinematográfica y televisiva. Vive en Madrid. Está casado con una maestra madrileña y es padre de dos hijas, una psicóloga y una farmacéutica.

## Filmografía

### Cine

#### Largometrajes
- El último maestro ruso (2016), de Anaís Berdié.
- ¡Atraco! (2012), de Eduard Cortés.
- Biutiful (2010), de Alejandro González Iñárritu.
- Lope (2010), de Andrucha Waddington.
- Mascotas (2010), de Fernando Costilla.
- Celda 211 (2009), de Daniel Monzón.
- La vida en rojo (2008), de Andrés Linares.
- Oviedo Express (2007), de Gonzalo Suárez.
- El club de los suicidas (2007), de Roberto Santiago.
- La caja Kovak (2006), de Daniel Monzón.
- Bienvenido a casa (2006), de David Trueba.
- Un franco, 14 pesetas (2006), de Carlos Iglesias.
- La noche del hermano (2005), de Santiago García de Leániz.
- El robo más grande jamás contado (2002), de Daniel Monzón.
- El corazón del guerrero (2000), de Daniel Monzón.
- Plenilunio (1999), de Imanol Uribe.
- Flores de otro mundo (1999), de Icíar Bollaín.
- Memorias del ángel caído (1998), de Fernando Cámara y David Alonso.
- Los corsarios del bit (1996), de Rafael Alcázar.
- ¿Por qué lo llaman amor cuando quieren decir sexo? (1993), de Manuel Gómez Pereira.
- Belle Époque (1992), de Fernando Trueba.
- Diario de invierno (1988), de Francisco Regueiro.

Selección cortometrajes
- El lago de las amargas aguas (2021), de Aida Holguera.
- Raíces (2021), de Pablo Fuentes Fernández.
- Vico Bergman (2017), de Chechu León y Diego Pérez.
- Pueblo (2014), de María Pardo.
- La Farmacia (2012), de Luis Kabemayor.
- amor dospuntocero (2012), de Chechu León y Diego Pérez.
- Besos (2011), de Carmelo Espinosa.
- menos 1 (2011), de Jorge Alonso. Premio a la mejor interpretación en el South African Horrorfest, 2011.
- El más allá (2007), de Laura Negro Ferrari.
- Encaje de bolillos (2005), de Félix Cubero.
- Adultos consentidos (2004), de Fernando Costilla.
- Amores que matan (2000), de Icíar Bollaín.
- El derecho de las patatas (2000), de Mercedes Gaspar.
- Hombres sin mujeres (1999), de Manuel Martín Cuenca.
- Noche de cine (1999), de Juan Carlos Claver.
- Telebisón (1992), de Carmelo Espinosa y Félix Cubero.
- Historias oscuras (1990), de Carmelo Espinosa.

#### Televisión
- La familia Pérez (2019) Atresmedia
- Apaches (2017)
- Centro Médico (2017)
- Cuéntame (2017)
- Acacias 38 (2016)
- ¿Qué fue de Jorge Sanz? (2016)
- Águila Roja  (2015)
- Cuéntame (2014)
- Mad Dogs (2013)
- El secreto de Puente Viejo (2013)
- Toledo, cruce de destinos (2012)
- Tierra de lobos (2012)
- La que se avecina (2011)
- La pecera de Eva (2011)
- El asesinato de Carrero Blanco (2011)
- UCO (2009)
- La chica de ayer (2009)
- Hospital Central (2008)
- La señora  (2008)
- El síndrome de Ulises (2007)
- RIS Científica (2007)
- Cuenta atrás (2007)
- Como el perro y el gato (2007)
- Manolo y Benito Corporeision (2007)
- Tirando a dar (2006)
- Vientos de agua (2006)
- El comisario (2006)
- Cuéntame como pasó (2005)
- El inquilino (2005)
- Motivos personales (2005)
- Diez en Ibiza (2005)
- Luna nueva (2002)
- London street (2002)
- Hospital Central (2001)
- Al salir de clase (2001)
- El grupo (2000)
- Policías (2000)
- ¡Ala... Dina! (2000)
- Manos a la obra (2000)
- Abierto 24 horas (2000)
- Periodistas (1999)
- Ellas son así (1999)
- Médico de familia (1998)
- La casa de los líos (1998)
- Tío Willy (1998)
- Lo + plus (1997)
- Blasco Ibáñez (1997)
- Espejo secreto (1997)
- Carmen y familia (1996)
- Pepa y Pepe (1996)
- Tres hijos para mí sólo (1996)
- Hermanos de leche (1995)
- El peor programa de la semana (1994)
- Canguros (1994)
- Los friquiñecos (1993)
- Como la vida misma (1992)
- La otra vida de Rosendo Juárez (1991)
- La huella del crimen: "El crimen de Don Benito" (1990)
- ¿Pero esto qué es? (1990)
- Crónicas del mal (1990)
- Chicas de hoy en día (1989)
- La vida de Rosario Pi (1988)
- Servicio Militar (1988)

### Teatro
(Selección)
- Caravaggio (2019)  Luis Agius.
- Carta al padre (2018)  Victor Boira.
- Pájaros en su cabeza (2016)  Paloma Pérez Montoro.
- Mi nombre es Sarah (2015)  José Manuel López Caballero.
- En la consulta del doctor (2014) BITA (Bienal Internacional de Teatro de Autor) 2014.
- Un cuento para adultos (2013)  Ítaca Teatro. Sala Mirador.
- Sombra de perro (2009–10) Nancho Novo.
- Hamlet (2008-2009) Juan Diego Botto.
- Sobre flores y cerdos (2008)  codirección con Nancho Novo.
- A tientas (2008) Victoria Paniagua.
- Cincuentones (2005) Fernando Romo.
- Arsénico, por favor (2003-2004) Gonzalo Suárez.
- La noche y la palabra (2005) Andrés Lima.
- La metamorfosis (2000) Alfonso Pindado.
- Shopping & fucking (2000) Nancho Novo.
- Aquí necesitamos desesperadamente una terapia (1998) Charo Amador.
- La vida es sueño (1996) Garci Martín.
- El lazarillo de Tormes (1996) Manuel Manzaneque.
- Todos pueden… (1994) Félix Cubero.
- Paraíso roto (1992) José Monleón.
- La cantante calva (1990) José Luis Tutor.
- Decir sí (1990) Roberto Villanueva.
- Platero y yo (1989) Diego Serrano.
- Tibias cruzadas (1988) José Pedro Carrión.
- No puede ser el guardar una mujer (1987) Josefina Molina.
- Enrique IV (1987) José Tamayo.
- Zenobia (1987) Ernesto Caballero.
- El rey Juan (1986) José Estruch.
- Los cuernos de don Friolera (1985) José Estruch.
- Sueño de libertad (1984) Compañía Le Miroir Magique de Bruselas.
- El circo de las 1001 maravillas (1984) Ángel Gutiérrez.
- Los bajos fondos (1984) Ángel Gutiérrez.
- El retablo de maese Pedro (1983) Rafael Pérez Sierra.

## Director
- Todos pueden... (1992)
- Encaje de bolillos (2005)
- Agüela (2002)
- Telebisón (1992)

## Autor
- Todos pueden..., teatro 1992 (estrenada)
- Las cosas del caso del coso casan, teatro 1985 (Inédita)

## Guionista
- Susi tv (2007) (Piloto, Cuatro)
- Guiones animaciones teatrales (Publicidad) (2000–2008) El Elefante Blanco
- Encaje de bolillos (2005)
- Agüela (2002)
- Selección de cine (2001) Canal nou
- Salsa verde (1997) Televisión de Galicia
- El peor programa de la semana (1994) TVE
- Telebisón (1992)

## Premios
- 2011, SOUTH AFRICAN HORRORFEST (South Africa)MEJOR INTERPRETACIÓN (menos 1)
Best Ensemble Cast: Eva Marciel, Javier Botet, Felix Cubero, Bertold Gil for Menos 1 (Minus 1)
- 2018, PREMIO CIUDAD DE ARNEDO. OCTUBRE CORTO FESTIVAL.
- 2019, PREMIO TOPETE DE ORO. TETUÁN DE CINE.